# Segunda División de España 1943-44
La temporada 1943–44 de la Segunda División de España de fútbol corresponde a la 13.ª edición del campeonato y se disputó entre el 26 de septiembre de 1943 y el 9 de abril de 1944.
El campeón de Segunda esa temporada fue el Real Gijón.

## Sistema de competición
La Segunda División de España 1943/44 fue organizada por la Federación Española de Fútbol (RFEF).
El campeonato contó con la participación de catorce clubes en un grupo único siguiendo un sistema de liga, de modo que los catorce equipos se enfrentaron entre sí, todos contra todos en dos ocasiones -una en campo propio y otra en campo contrario- sumando un total de 26 jornadas. El orden de los encuentros se decidió por sorteo antes de empezar la competición.
Se estableció una clasificación con arreglo a los puntos obtenidos en cada enfrentamiento, a razón de dos por partido ganado, uno por empatado y ninguno en caso de derrota. En caso de empate a puntos entre dos o más clubes en la clasificación, se tuvo en cuenta el mayor cociente de goles. 
El primer clasificado se proclamó campeón de Segunda División y ascendió a Primera División junto al subcampeón, mientras que el tercer y cuarto clasificado jugaron una promoción a partido único en campo neutral frente a dos equipos de Primera División.
Los dos últimos clasificados descendieron directamente a Tercera División, mientras que el tercer y cuarto clasificado por la cola jugaron una promoción a partido único en campo neutral frente a los dos subcampeones de las liguillas de ascenso a Segunda División.

## Clubes participantes
| Datos de ascensos y descensos con respecto a la temporada anterior |
| --- |
| Real Betis y Zaragoza FC descienden de Primera División. CD Sabadell CF y Real Sociedad ascienden a Primera División. CD Alavés, Cádiz CF, Elche CF, Club Ferrol, AD Ferroviaria, Gerona CF, CD Málaga, UD Salamanca, Real Santander SD y CD Tarrasa descienden a Tercera División. |

| Equipo                                | Ciudad               | Estadio          |
| ------------------------------------- | -------------------- | ---------------- |
| Club Deportivo Alcoyano               | Alcoy                | El Collao        |
| Arenas Club                           | Guecho               | Ibaiondo         |
| Club Deportivo Baracaldo Altos Hornos | Baracaldo            | Lasesarre        |
| Real Betis Balompié                   | Sevilla              | Heliópolis       |
| Sociedad Deportiva Ceuta              | Ceuta                | Campo de Deporte |
| Club Deportivo Constancia             | Inca                 | Camp d’Es Cos    |
| Cultural y Deportiva Leonesa          | León                 | La Corredera     |
| Hércules de Alicante Club de Fútbol   | Alicante             | La Viña          |
| Club Real Murcia                      | Murcia               | La Condomina     |
| Club Atlético Osasuna                 | Pamplona             | San Juan         |
| Real Gijón                            | Gijón                | El Molinón       |
| Real Valladolid Deportivo             | Valladolid           | José Zorrilla    |
| Xerez Club                            | Jerez de la Frontera | Estadio Domecq   |
| Zaragoza Fútbol Club                  | Zaragoza             | Torrero          |

## Clasificación final
| Pos. | Equipo                       | Pts. | PJ | G  | E | P  | GF | GC | Dif. | Clasificación                     |
| ---- | ---------------------------- | ---- | -- | -- | - | -- | -- | -- | ---- | --------------------------------- |
| 1    | Real Gijón (C, A)            | 37   | 26 | 16 | 5 | 5  | 50 | 19 | +31  | Ascenso a Primera División        |
| 2    | Real Murcia (A)              | 32   | 26 | 15 | 2 | 9  | 62 | 40 | +22  | Ascenso a Primera División        |
| 3    | C. D. Constancia             | 31   | 26 | 15 | 1 | 10 | 49 | 37 | +12  | Acceso a Promoción de ascenso     |
| 4    | C. D. Alcoyano               | 30   | 26 | 12 | 6 | 8  | 44 | 34 | +10  | Acceso a Promoción de ascenso     |
| 5    | Xerez Club                   | 30   | 26 | 14 | 2 | 10 | 50 | 41 | +9   |                                   |
| 6    | Zaragoza C. F.               | 29   | 26 | 12 | 5 | 9  | 56 | 40 | +16  |                                   |
| 7    | Real Betis                   | 29   | 26 | 11 | 7 | 8  | 50 | 44 | +6   |                                   |
| 8    | S. D. Ceuta                  | 25   | 26 | 10 | 5 | 11 | 47 | 45 | +2   |                                   |
| 9    | Cultural Leonesa             | 25   | 26 | 11 | 3 | 12 | 42 | 45 | −3   |                                   |
| 10   | Hércules C. F.               | 22   | 26 | 9  | 4 | 13 | 38 | 45 | −7   |                                   |
| 11   | C. D. Baracaldo Altos Hornos | 19   | 26 | 8  | 3 | 15 | 34 | 61 | −27  | Acceso a Promoción de permanencia |
| 12   | Arenas Club (D)              | 19   | 26 | 7  | 5 | 14 | 39 | 60 | −21  | Acceso a Promoción de permanencia |
| 13   | C. A. Osasuna (D)            | 18   | 26 | 7  | 4 | 15 | 34 | 60 | −26  | Descenso a Tercera División       |
| 14   | Real Valladolid (D)          | 18   | 26 | 6  | 6 | 14 | 29 | 53 | −24  | Descenso a Tercera División       |

 Fuente: BDFutbol
Criterios de clasificación: Puntos · Diferencia de goles · Goles a favor · Play-off

## Resultados
| Local \ Visitante            | ALC | ARE | BAR | BET | CEU | CON | CUL | GIJ | HER | MUR | OSA | VLD | XER | ZAR |
| ---------------------------- | --- | --- | --- | --- | --- | --- | --- | --- | --- | --- | --- | --- | --- | --- |
| C. D. Alcoyano               | —   | 2–1 | 6–1 | 0–0 | 1–0 | 2–1 | 3–0 | 0–3 | 1–1 | 3–2 | 3–1 | 2–0 | 1–0 | 6–1 |
| Arenas Club                  | 1–0 | —   | 3–1 | 1–3 | 1–1 | 4–1 | 3–4 | 1–1 | 4–0 | 0–1 | 3–0 | 0–0 | 2–0 | 2–1 |
| C. D. Baracaldo Altos Hornos | 2–0 | 4–1 | —   | 1–1 | 1–1 | 2–1 | 1–0 | 0–3 | 3–0 | 1–0 | 4–1 | 3–1 | 1–2 | 0–3 |
| Real Betis                   | 3–3 | 3–2 | 4–1 | —   | 1–1 | 4–1 | 2–1 | 1–0 | 3–1 | 3–1 | 5–0 | 6–1 | 1–1 | 1–0 |
| S. D. Ceuta                  | 0–2 | 5–0 | 2–1 | 2–1 | —   | 2–3 | 2–1 | 1–1 | 2–1 | 5–1 | 5–1 | 2–0 | 1–2 | 3–2 |
| C. D. Constancia             | 1–0 | 7–0 | 5–1 | 4–1 | 0–1 | —   | 1–0 | 1–0 | 3–1 | 1–0 | 3–1 | 3–1 | 2–0 | 3–1 |
| Cultural Leonesa             | 1–1 | 4–3 | 3–0 | 4–0 | 3–2 | 1–3 | —   | 1–0 | 2–1 | 0–1 | 4–1 | 2–2 | 3–0 | 2–1 |
| Real Gijón                   | 3–1 | 5–0 | 2–0 | 1–0 | 1–0 | 2–1 | 3–0 | —   | 1–3 | 1–0 | 3–0 | 5–1 | 3–1 | 1–0 |
| Hércules C. F.               | 0–1 | 1–1 | 2–1 | 2–0 | 1–1 | 0–1 | 3–2 | 0–2 | —   | 2–0 | 4–0 | 2–2 | 3–1 | 1–2 |
| Real Murcia                  | 2–2 | 5–1 | 7–1 | 4–4 | 2–0 | 4–1 | 3–1 | 4–2 | 3–2 | —   | 4–0 | 1–0 | 4–1 | 4–1 |
| C. A. Osasuna                | 3–1 | 2–2 | 3–0 | 4–0 | 5–1 | 1–1 | 3–0 | 1–1 | 1–2 | 1–3 | —   | 2–1 | 1–0 | 1–1 |
| Real Valladolid              | 1–1 | 3–2 | 4–1 | 1–1 | 2–1 | 1–0 | 0–1 | 1–5 | 1–2 | 1–4 | 2–1 | —   | 1–0 | 1–1 |
| Xerez Club                   | 2–1 | 4–0 | 4–1 | 4–1 | 5–3 | 2–0 | 5–1 | 1–1 | 4–2 | 3–1 | 3–0 | 3–0 | —   | 1–0 |
| Zaragoza C. F.               | 4–1 | 2–1 | 2–2 | 3–1 | 6–3 | 5–1 | 1–1 | 0–0 | 3–1 | 3–1 | 4–0 | 2–1 | 7–1 | —   |

## Promoción de ascenso a Primera División
La promoción se jugó a partido único en Madrid y Barcelona, con los siguientes resultados:
| 16 de abril de 1944 | RCD Español | 7:1     | CD Alcoyano | Camp de Les Corts, Barcelona |  |
|                     |             | Reporte |             |                              |  |

| 16 de abril de 1944 | RC Deportivo de La Coruña | 4:0     | CD Constancia | Estadio de Chamartín, Madrid |  |
|                     |                           | Reporte |               |                              |  |

- Se mantienen en Primera División: RCD Español y RC Deportivo de La Coruña.
- Permanecen en Segunda División: CD Alcoyano y CD Constancia.

## Promoción de permanencia
La promoción se jugó a partido único en Madrid, con los siguientes resultados:
| 19 de abril de 1944 | CD Baracaldo Altos Hornos   | 3:2     | Levante UD      | Estadio Metropolitano, Madrid |                              |
|                     | Calvo 15' Calvo 23' ??? 65' | Reporte | ??? 55' ??? 58' | Asistencia: ??? espectadores  | Asistencia: ??? espectadores |

| 23 de abril de 1944 | Arenas Club | 0:1 | Club Ferrol | Estadio Metropolitano, Madrid |  |
|                     |             |     |             | Asistencia: ??? espectadores  |  |

- Se mantiene en Segunda División: CD Baracaldo Altos Hornos.
- Asciende a Segunda División: Club Ferrol.
- Desciende a Tercera División: Arenas Club.

## Resumen
Campeón de Segunda División:
| - Real Gijón |

Ascienden a Primera División:
| - Real Gijón | - Club Real Murcia |

Descienden a Tercera División: 
| - Arenas Club | - Real Valladolid Deportivo | - Club Atlético Osasuna |